# Walewska Oliveira
Walewska Moreira de Oliveira, née le 1er octobre 1979 à Belo Horizonte et morte le 21 septembre 2023 à São Paulo, est une joueuse de volley-ball brésilienne évoluant au poste de centrale. Elle totalise 129 sélections en équipe du Brésil.

## Biographie
Avec l'équipe du Brésil de volley-ball féminin, Walewska Oliveira est médaillée d'or aux Jeux olympiques d'été de 2008 à Pékin et médaillée de bronze aux Jeux olympiques d'été de 2000 à Sydney.
Elle meurt le 21 septembre 2023 d'une chute du 17e étage.

## Clubs
| Club                    | De        | À         |
| ----------------------- | --------- | --------- |
| Minas Tênis Clube       | 1997-1998 | 1997-1998 |
| Rexona-Ades             | 1998-1999 | 2002-2003 |
| Sao Caetano             | 2003-2004 | 2003-2004 |
| Despar Perugia          | 2004-2005 | 2006-2007 |
| CAV Murcia 2005         | 2007-2008 | 2007-2008 |
| Zaretchie Odintsovo     | 2008-2009 | 2010-2011 |
| Volei Futuro            | 2011-2012 | 2011-2012 |
| Campinas Voleibol Clube | 2012-2013 | 2013-2014 |
| Minas Tênis Clube       | 2014-2015 | 2014-2015 |
| Praia Clube             | 2015-2016 | 2017-2018 |
| Osasco Voleibol Clube   | 2018-2019 | 2018-2019 |
| Praia Clube             | 2019-2020 | …         |

## Palmarès

### Équipe nationale
- Jeux olympiques
  -  2008 à Pékin.
  -  2000 à Sydney.
- Championnat du monde
  - Finaliste : 2006
- Coupe du monde
  - Finaliste : 2003, 2007
- World Grand Champions Cup
  - Vainqueur : 2013.
- Grand Prix Mondial
  - Vainqueur : 2004, 2006, 2008
  - Finaliste : 1999
- Jeux panaméricains
  - Vainqueur : 1999
  - Finaliste : 2007
- Championnat d'Amérique du Sud
  - Vainqueur : 1999, 2001, 2003, 2005, 2007.

### Clubs
- Ligue des champions
  - Vainqueur : 2006
- Coupe de la CEV
  - Vainqueur : 2005, 2007
- Championnat sud-américain des clubs
  - Finaliste : 2017, 2020.
- Championnat du Brésil
  - Vainqueur : 2000, 2018.
  - Finaliste : 1999, 2016.
- Coupe du Brésil
  - Finaliste : 2016, 2018, 2020.
- Supercoupe du Brésil
  - Vainqueur : 2019.
  - Finaliste : 2016, 2018.
- Championnat d'Italie
  - Vainqueur : 2005, 2007
- Coupe d'Italie
  - Vainqueur : 2005, 2007
- Championnat d'Espagne
  - Vainqueur : 2008.
- Coupe d'Espagne
  - Vainqueur : 2008.
- Supercoupe d'Espagne
  - Vainqueur : 2007.
- Championnat de Russie
  - Vainqueur : 2010.
  - Finaliste : 2009.
- Coupe de Russie
  - Finaliste : 2009.

### Distinctions individuelles
- Championnat d'Amérique du Sud de volley-ball féminin 2007: Meilleure serveuse.
- Grand Prix Mondial de volley-ball 2008: Meilleure contreuse[4].
- Championnat sud-américain des clubs de volley-ball féminin 2017: Meilleure centrale.